# Ministerio de Economía y Finanzas (Paraguay)
El Ministerio de Economía y Finanzas, anteriormente Ministerio de Hacienda (Paraguay) es un organismo técnico del Estado paraguayo, dependiente del Poder Ejecutivo. Es el principal responsable de la gestión de la política fiscal y demás temas afines a las finanzas públicas del país. Su actual ministro es Carlos Fernández Valdovinos quien asumió funciones el 15 de agosto de 2023 en el mandato del presidente Santiago Peña.

## Antecedentes: Ministerio de Hacienda

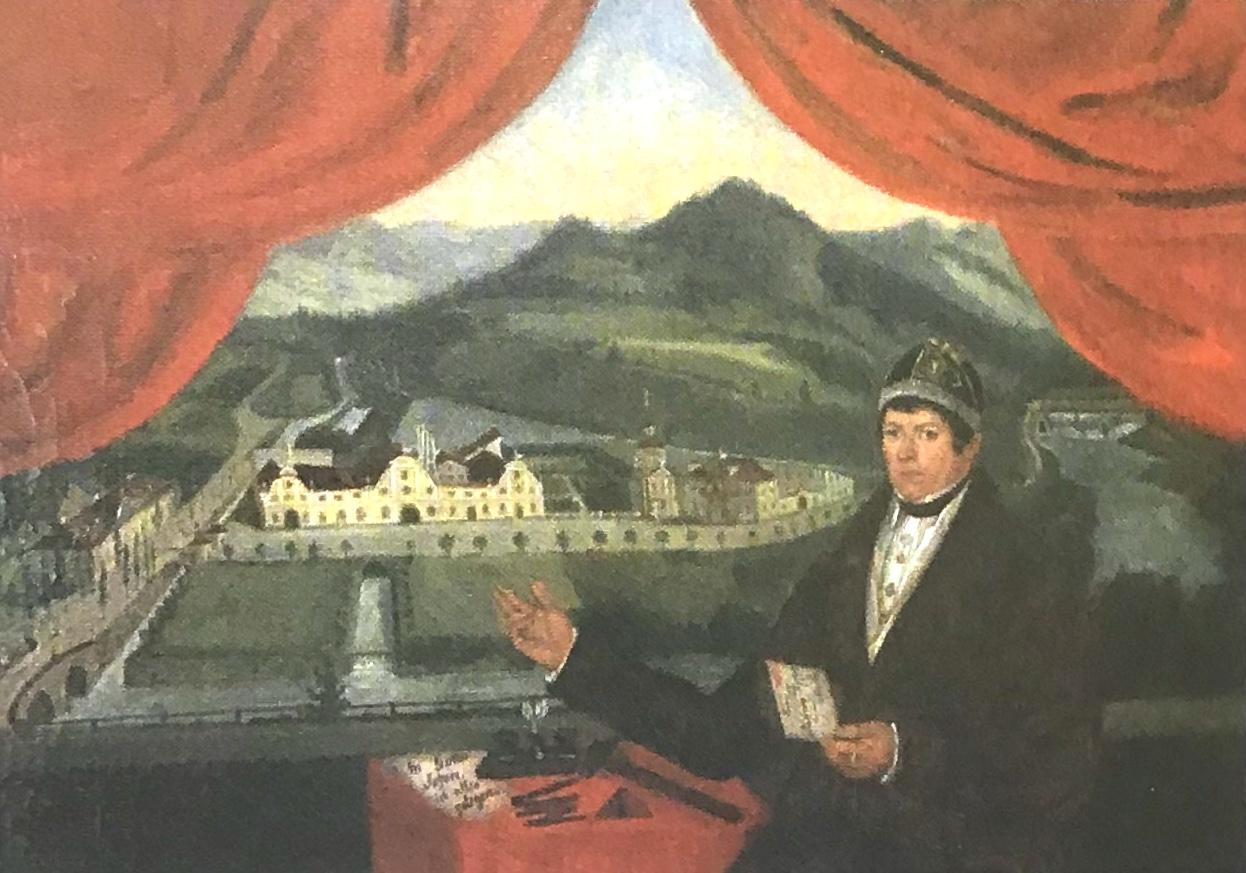

El Ministerio de Hacienda es la primera y más antigua de las Secretarías de Estado del Paraguay, cuyo precedente es la Oficina de la Real Hacienda, importante repartición del gobierno colonial español en el Paraguay. 
Con la Independencia de Paraguay en 1811, la Oficina de la Real Hacienda pasó a denominarse Ministerio de Hacienda, pero siguiendo con las mismas funciones y roles de entidad administradora de los bienes del Estado. 
Durante el periodo posterior a la Guerra de la Triple Alianza, con la reorganización del Estado paraguayo, sus funciones se ampliaron a la par que aumentaba la complejidad de las finanzas públicas.
La actual estructura y organización del ministerio se establece durante la transición democrática, con la promulgación en 1992 de una nueva ley orgánica que establece y amplía sus funciones y competencias.

## Organización del ministerio
El ministerio posee tres viceministerios, cuyas funciones son;
Subsecretaría de Estado de Administración Financiera, encargada de la administración del Tesoro Nacional y su sistema de pagos; la formulación y control del Presupuesto Público; la gestión, registración y control de la Deuda Pública, así como la administración del sistema de jubilaciones y pensiones del Estado, entre otras funciones. Su actual viceministro es Marco Elizeche.
Subsecretaría de Estado de Tributación(SET), encargada del establecimiento de las normas y sistemas para la administración de los impuestos fiscales, en lo correspondiente a su liquidación, fiscalización, determinación, recaudación, cobranza, aplicación de sanciones y demás disposiciones que la ley lo autorice. Su actual viceministro es Oscar Orué.
Subsecretaría de Estado de Economía, tiene a su cargo la formulación de la política fiscal del país, así como el manejo de las relaciones con las empresas públicas e instituciones financieras del Estado y organismos internacionales en los asuntos que competen al Ministerio de Hacienda. También interviene en la formulación y negociación de acuerdos económicos bilaterales y multilaterales en general. Su actual viceministro es Roberto E. Mernes Rabl.

## Ministros destacados
- Geronimo Zubizarreta
- Juan Bautista Gill
- Agustín Cañete
- José Segundo Decoud
- Fulgencio R. Moreno
- Eusebio Ayala
- Eligio Ayala
- Juan Natalicio González
- Santiago Peña